# ポートカリス・ハウス
ポートカリス・ハウス（英: Portcullis House, PCH）は、イギリスの議会に付属する建築物で2001年に完成した。ロンドンのテムズ川に面している。手狭になったウェストミンスター宮殿を補完し拡張する役割を果たしており、議員の事務室などが入っている。
建物の地下には地下鉄ウエストミンスター駅があり駅ビルの役割も持っている。ポートカリス・ハウスの建設は駅の改築に合わせて行なわれた。

## 歴史と利用状況

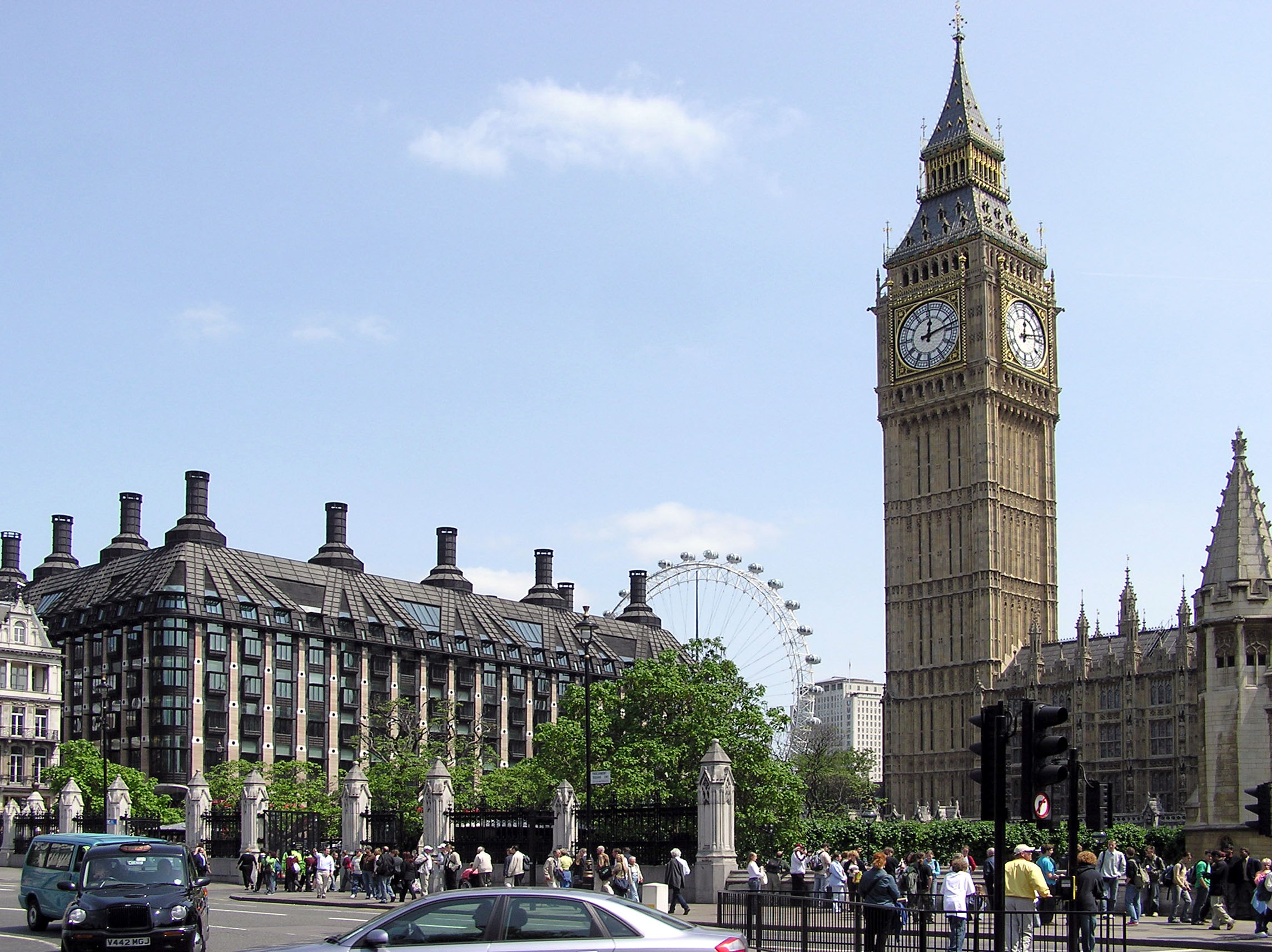
ポートカリス・ハウス（左-中央）、ロンドンアイ（中央の観覧車）、エリザベスタワー（左）

ウエストミンスター駅は地下鉄に蒸気機関車が使われていた時代に開業した古い駅で、換気のため地表から浅い位置にあった。1980年代、ロンドン地下鉄ではジュビリー線延長計画が進行中であり、ウェストミンスター駅に乗り場が新設されることになったため、駅の改築と地上部の再開発が同時に進められることになった。建物のデザインは、建築事務所ホプキンス・アーキテクツのマイケル・ホプキンスが1993年に発表した。駅周辺の建物は1994年に解体され更地となった。
駅の改築はまず既存のディストリクト線の軌道を切り下げるという難しい工事を行った。さらに地下40mにジュビリー線の乗り場を新設した。地上の建物は1998年に起工され、2001年に完成した。ブリッジ通り（ウェストミンスター橋の西端）とヴィクトリア・エンバンクメントの角にあり、テムズ川を一望できる。また、ノーマン・ショウ・ビルに隣接している。 

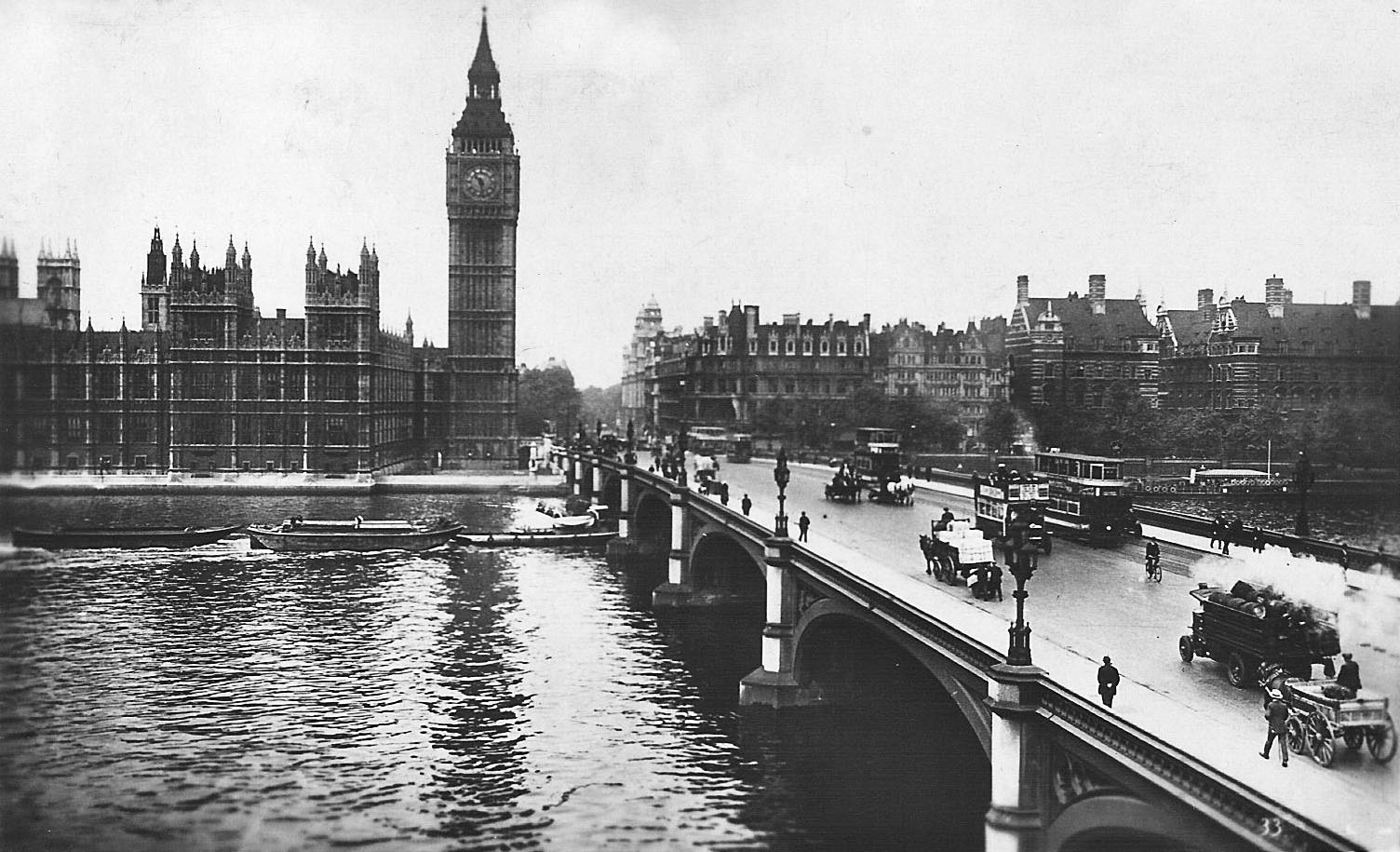
1928年の景観

名前の由来は、便箋や公文書に国会議事堂の象徴として使われていた鎖付きの落とし格子にちなんで名付けられた。ポートカリス・ハウスは約1/3の国会議員の事務室がある。残りの2/3は以前スコットランド・ヤードとして知られていた二つのノーマン・ショウ・ビルとパーラメント通り1番街にある建物、ミルバンク7番街にある建物と、ウェストミンスター宮殿にある。 
ポートカリス・ハウスの2階では、英国議会の委員会が開かれており、傍聴人に向けて解放されている。それ以外の部分は他の議会の建物同様、許可証を有した人しか入ることができない。入り口は警察により警備されており、入館者は持ち物とコートを放射線検査にかけ、入館者は金属探知機を通過して身体検査を受ける必要がある。ポートカリス・ハウス内には、一般に公開されていない郵便局がある。

## 設計

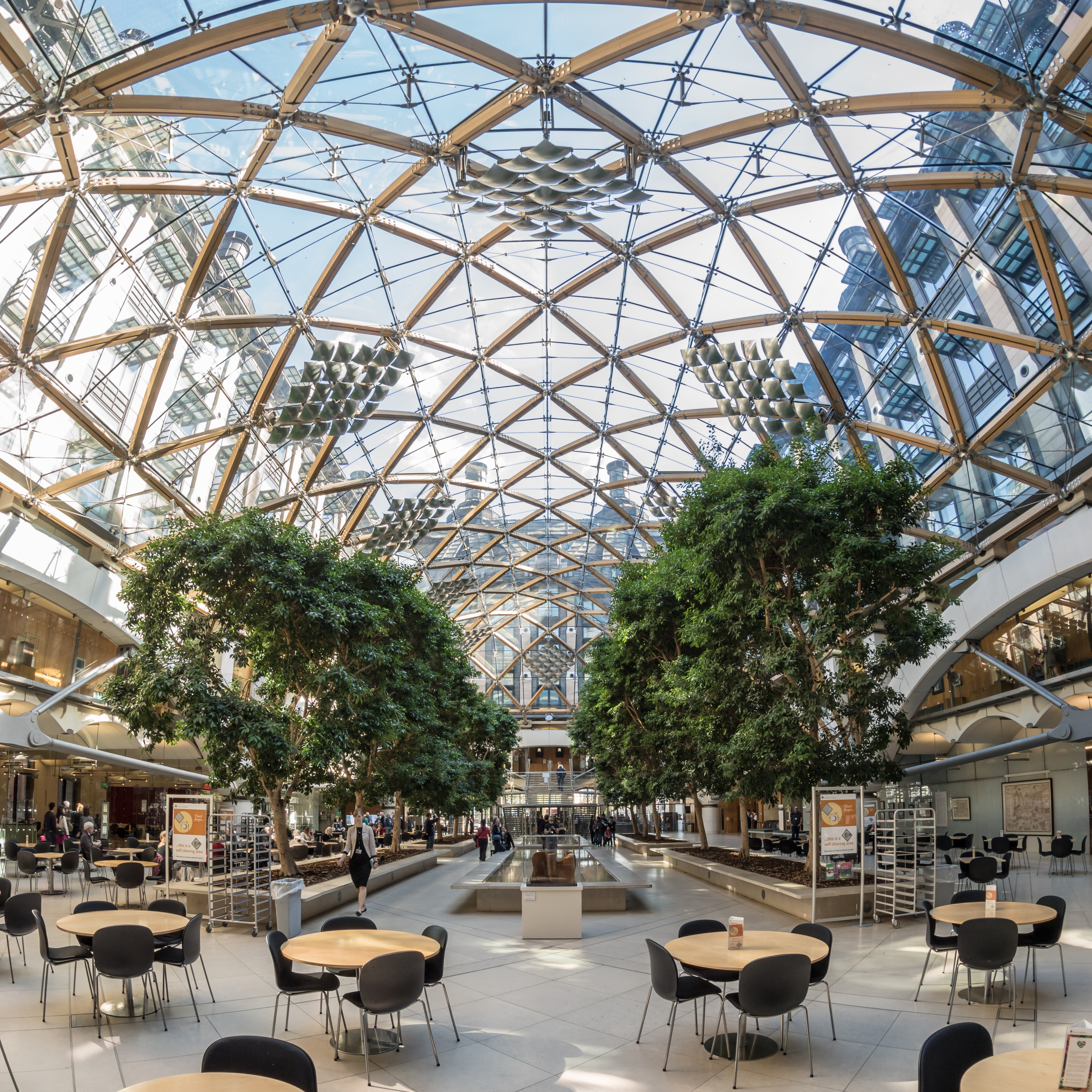
ポートカリス・ハウスの吹き抜け構造になっている中央部

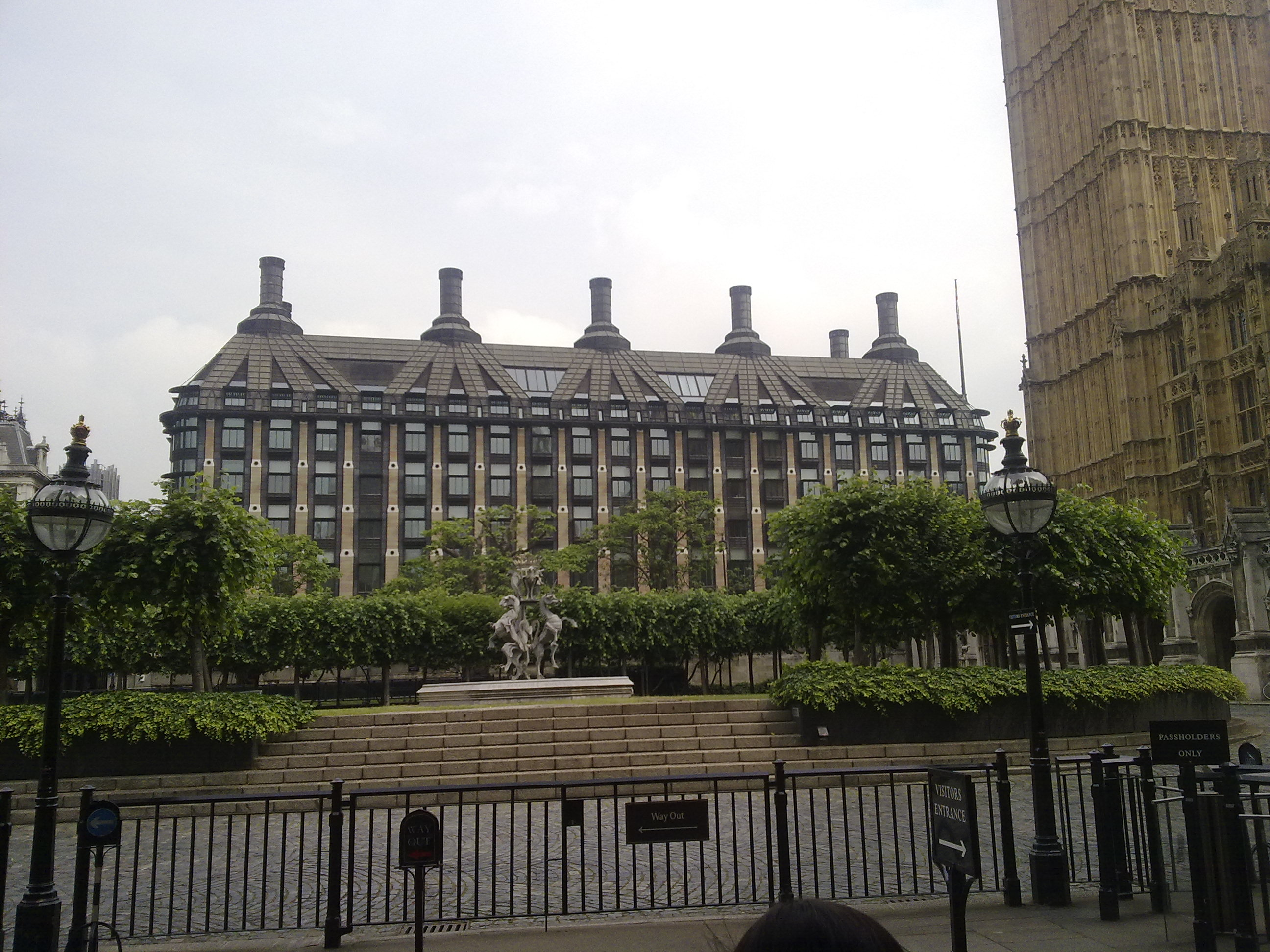
英国議会からみたポートカリス・ハウス

ホプキンス・アーキテクツは地下のジュビリー線ウエストミンスター駅も設計も行った。地下の空間はロンドン地下鉄最大規模であり、隣の議事堂の基礎に影響する恐れがあったため補強工事を行った。また爆破テロ攻撃から守るために、コンクリートの厚いスラブがポートカリス・ハウスと駅の間に存在すると言われている。
ポートカリスの床は壁によって支えられ、内部支柱がない設計になっている。外壁にはダートムーアのメリベール採石場で切り出された花崗岩が使われている。窓の間の柱は、バーチオーバーの石である。屋根と壁の金属板はアルミ青銅が採用され、設計寿命は120年である。 
高い煙突が規則正しく並ぶ建物は、ビクトリア朝ゴシック様式のウェストミンスター宮殿類似のデザインを採用し、隣のノーマンショービルの煙突と調和するように設計されている。ポートカリス・ハウスの煙突は煙を排出するためのものではないが、自然対流により換気を行う無動力空調システムの一部を構成している。これは、1996年にジンバブエのハラレにあるイーストゲートセンターで使用されたものと同様のものである。 
建物の内部は、船の内部をイメージして作られている。すべての通路と事務室の内装は、湾曲した窓と明るいオーク材でされている。船のような金属の帆が頭上に吊り下げられている中庭を収容する1階を除いて、各階は同じ構造になっている。中庭には木々と2つの浅い水盤がある。 
ポートカリス・ハウスにある事務室は通常、二つの事務室が対になっており、中央に共用スペースがある。正式な決まりはないが、議員の事務室は可能な限り政党ごとに各階に割り当てられている。2階には、多数の会議室と委員会室があり、有名な政治家の名前（ベティブースロイド、ハロルドマクミラン、マーガレットサッチャー、クレメントアトリー、ハロルドウィルソン、ジョーグリモンド）が付けられている。これらの部屋はテレビカメラとマイクを備えており、BBC議会を介して中継が放送され、傍聴することも可能である。 
すべての部屋にはモニターが設置されており、庶民院、貴族院の現在の状況を見て取ることができる。庶民院での採決が行われるときに鳴るベルも建物全体に設置されている。それに加え、ベルのアイコンが点滅することでベルが鳴っていることを知らせる視覚補助装置がテレビと議員のパソコンのデスクトップに出現するようになっている。 
1階には、レストラン「The Adjournment」、カジュアルなカフェテリア「The Debate」、コーヒーショップ「The Despatch Box」があり、入館証保持者とその来客だけが利用できる。郵便局とe-Library(下院図書館が運営する、議員と議会職員がネット接続できる情報照会所）もある。ウェストミンスター宮殿への地下通路もあり、国会議事堂1号館とノーマンショービルディングへの接続がある。安全上の理由から、これは現在、議会への主要なアクセス経路である。

## 費用
1992年の契約時、ポートカリス・ハウスの建築費用は1億6500万ポンドだった。建築費用の上昇と遅延の発生後、価格は2億3500万ポンドに上昇した。費用には、装飾用イチジクの木150,000ポンド、電動ブラインド200万ポンド、MPごとにリクライニングチェア£440が含まれていた。支出超過に関する議会の調査は、トーマス・レッグ卿によって行われた。レポートは2000年に完成したが、公表されることはなかった。2012年4月までにレンタルされたイチジクの木は、約40万ポンドの費用がかかった。 